# Cratere Narcissus
Narcissus è un cratere d'impatto presente sulla superficie dell'asteroide 433 Eros.
È stato così chiamato da Narciso, il giovane che, nella mitologia greca, è condannato da Nemesi ad innamorarsi della propria immagine riflessa nell'acqua.